# 正親町公叙
正親町 公叙（おおぎまち きんのぶ）は、戦国時代の公卿。権大納言・正親町実胤の長男。官位は正二位・権大納言。正親町家10代当主。

## 経歴
京都に生まれる。永正元年（1515年）に叙爵。大永3年（1523年）に元服。その後、右少将・右中将・蔵人頭をへて、天文4年（1535年）に参議となり、公卿に列する。
天文7年（1538年）には権中納言となり、天文13年（1544年）には従二位へと進んだ。天文15年（1546年）に権大納言。天文17年（1548年）に正二位へと進み、権大納言を辞した。
子がなかったため、権大納言・庭田重保の子・正親町季秀を養子に迎えた。

## 系譜
- 父：正親町実胤
- 母：三条西実隆の次女
- 妻：甘露寺伊長女
- 養子
  - 男子：正親町季秀 - 庭田重保の次男